# Bahnhof Arnhem Centraal

Der Bahnhof Arnhem Centraal ist der größte Bahnhof der Provinz Gelderland, der Hauptbahnhof der Stadt Arnheim sowie ein zentraler Knotenpunkt im städtischen ÖPNV. Am Bahnhof verkehren internationale und nationale Fern- und Regionalzüge.

## Geschichte
Der heutige Bahnhof von Arnhem wurde am 14. Mai 1845 eröffnet. 1954 erhielt der Bahnhof ein neues Gebäude, das nach einem Entwurf des renommierten niederländischen Architekten Hermanus Gerardus Jacob Schelling errichtet wurde. Die Bahnstrecke Amsterdam–Arnhem wird ungefähr gleichzeitig mit der Eröffnung des Bahnhofs fertiggestellt. Diese Bahnstrecke setzt sich über die Bahnstrecke Oberhausen–Arnhem in das Ruhrgebiet fort.
Der Bahnhof wurde großzügig renoviert und gemäß einem Entwurf des Amsterdamer Architekturbüros UNStudio erneuert. Das vorläufige, nur mittels Treppen oder Aufzug zu erreichende Bahnhofsgebäude (2006–2011) wurde nach der Eröffnung des neuen Bahnsteigtunnels im Juli 2011 wieder abgerissen. Am 19. November 2015 konnte der neue Bahnhof vollständig in Betrieb gehen und erhielt den Zusatz Centraal, die niederländische Entsprechung des deutschen Hauptbahnhofs.

## Streckenverbindungen
Seit dem 6. April 2017 wird Arnhem Centraal von der 2016 eingerichteten Regional-Express-Linie Rhein-IJssel-Express (RE 19) nach Düsseldorf bedient, betrieben zunächst durch Abellio Rail und seit 2022 durch VIAS Rail.
Der Bahnhof kann an den Zugangssperren nur mit Hilfe einer Chipkarte (z. B. OV-chipkaart, VRR-Abo-Chipkarte), eines Tickets mit QR-Code (z. B. Handyticket) oder einer Keycard mit QR-Code, die auf Nachfrage bei der Fahrt nach Arnheim ausgehändigt wird, verlassen (und wieder betreten) werden.
Am Bahnhof halten insgesamt 10 Linien, davon sind 7 aus dem Fernverkehr und 3 aus dem Regionalverkehr. Der Bahnhof wird von deutschen sowie niederländischen Unternehmen angefahren.
An der Haltestelle Centraal Station halten die Linien 1 bis 7 der Oberleitungsbusse Arnhem sowie weitere regionale Buslinien. Damit hat Arnhem das letzte Oberleitungsbussystem in den Niederlanden.
Im Jahresfahrplan 2023 halten folgende Linien am Bahnhof Arnhem Centraal:
| Zugtyp                 | Linienverlauf | Frequenz                                                                                                  |
| ---------------------- | --- | --- |
| ICE (NS International) | Amsterdam Centraal – Utrecht Centraal – Arnhem Centraal – Oberhausen Hbf – Duisburg Hbf – Düsseldorf Hbf – Köln Hbf – Frankfurt am Main Flughafen – Frankfurt (Main) Hbf (– Mannheim Hbf – Karlsruhe Hbf – Offenburg – Freiburg (Breisgau) Hbf – Basel Bad Bf – Basel SBB) | zweistündlich; täglich nach Basel SBB                                                                     |
| Nightjet (ÖBB)         | Amsterdam Centraal – Utrecht Centraal – Arnhem Centraal – Düsseldorf Hbf – Köln Hbf – Bonn Hbf – Koblenz Hbf – Mainz Hbf – Frankfurt am Main Flughafen – Frankfurt (Main) Hbf – Mannheim Hbf – Karlsruhe Hbf – Offenburg – Freiburg (Breisgau) Hbf – Basel Bad Bf – Basel SBB – Zürich HB | täglich                                                                                                   |
| Nightjet (ÖBB)         | Amsterdam Centraal – Utrecht Centraal – Arnhem Centraal – Düsseldorf Hbf – Köln Hbf – Bonn Hbf – Koblenz Hbf – Mainz Hbf – Frankfurt am Main Flughafen – Würzburg Hbf – Nürnberg Hbf – Innsbruck Hbf/Wien Hbf | täglich                                                                                                   |
| Intercity              | Nijmegen – Arnhem Centraal – Ede-Wageningen – Utrecht Centraal – Amsterdam Centraal – Alkmaar – Den Helder | halbstündlich                                                                                             |
| Intercity              | Schiphol Airport – Amsterdam Zuid – Utrecht Centraal – Ede-Wageningen – Arnhem Centraal – Nijmegen | halbstündlich (fährt nicht nach 20 Uhr und außerhalb der HVZ nicht zwischen Arnhem Centraal und Nijmegen) |
| Intercity              | Arnhem Centraal – Ede-Wageningen – Utrecht Centraal – Amsterdam Zuid – Schiphol Airport – Leiden Centraal – Den Haag HS – Delft – Schiedam Centrum – Rotterdam Centraal | halbstündlich (fährt nur dienstags und donnerstags in der HVZ)                                            |
| Intercity              | Roosendaal – Breda – Tilburg – ’s-Hertogenbosch – Nijmegen – Arnhem Centraal – Zutphen – Deventer – Zwolle | halbstündlich                                                                                             |
| Intercity              | Utrecht Centraal – Driebergen-Zeist – Veenendaal-De Klomp – Ede-Wageningen – Arnhem Centraal – Elst – Nijmegen | stündlich (fährt nur freitag- und samstagnachts)                                                          |
| Sprinter               | Dordrecht – Breda – Tilburg – ’s-Hertogenbosch – Nijmegen (– Arnhem Centraal) | halbstündlich (fährt nur in der HVZ zwischen Arnhem Centraal und Nijmegen; sonntags stündlich)            |
| Sprinter               | Ede-Wageningen – Arnhem Centraal | halbstündlich (am Wochenende stündlich)                                                                   |
| Sprinter               | (Wijchen –) Nijmegen – Arnhem Centraal – Zutphen | halbstündlich (abends und sonntags nicht nach Wijchen)                                                    |
| RE 19                  | Rhein-IJssel-Express: Arnhem Centraal – Zevenaar – Emmerich-Elten – Emmerich – Praest – Millingen (b Rees) – Empel-Rees – Haldern (Rheinl) – Mehrhoog – Wesel Feldmark – Wesel – Friedrichsfeld (Niederrhein) – Voerde (Niederrhein) – Dinslaken – Oberhausen-Holten – Oberhausen-Sterkrade – Oberhausen Hbf – Duisburg Hbf – Düsseldorf Flughafen – Düsseldorf Hbf Stand: Fahrplanwechsel Dezember 2023 | 60 min |
| Stoptrein (Breng)      | Arnhem Centraal – Zevenaar – Doetinchem | halbstündlich (fährt nach 20 Uhr und am Wochenende nicht)                                                 |
| Stoptrein (Arriva)     | Arnhem Centraal – Zevenaar – Doetinchem – Winterswijk | halbstündlich                                                                                             |
| Stoptrein (Arriva)     | Arnhem Centraal – Elst – Tiel | stündlich                                                                                                 |
| Stoptrein (Arriva)     | Arnhem Centraal – Zevenaar – Doetinchem – Terborg | stündlich (fährt nur sonntagmorgens in Richtung Terborg)                                                  |

## Bildergalerie

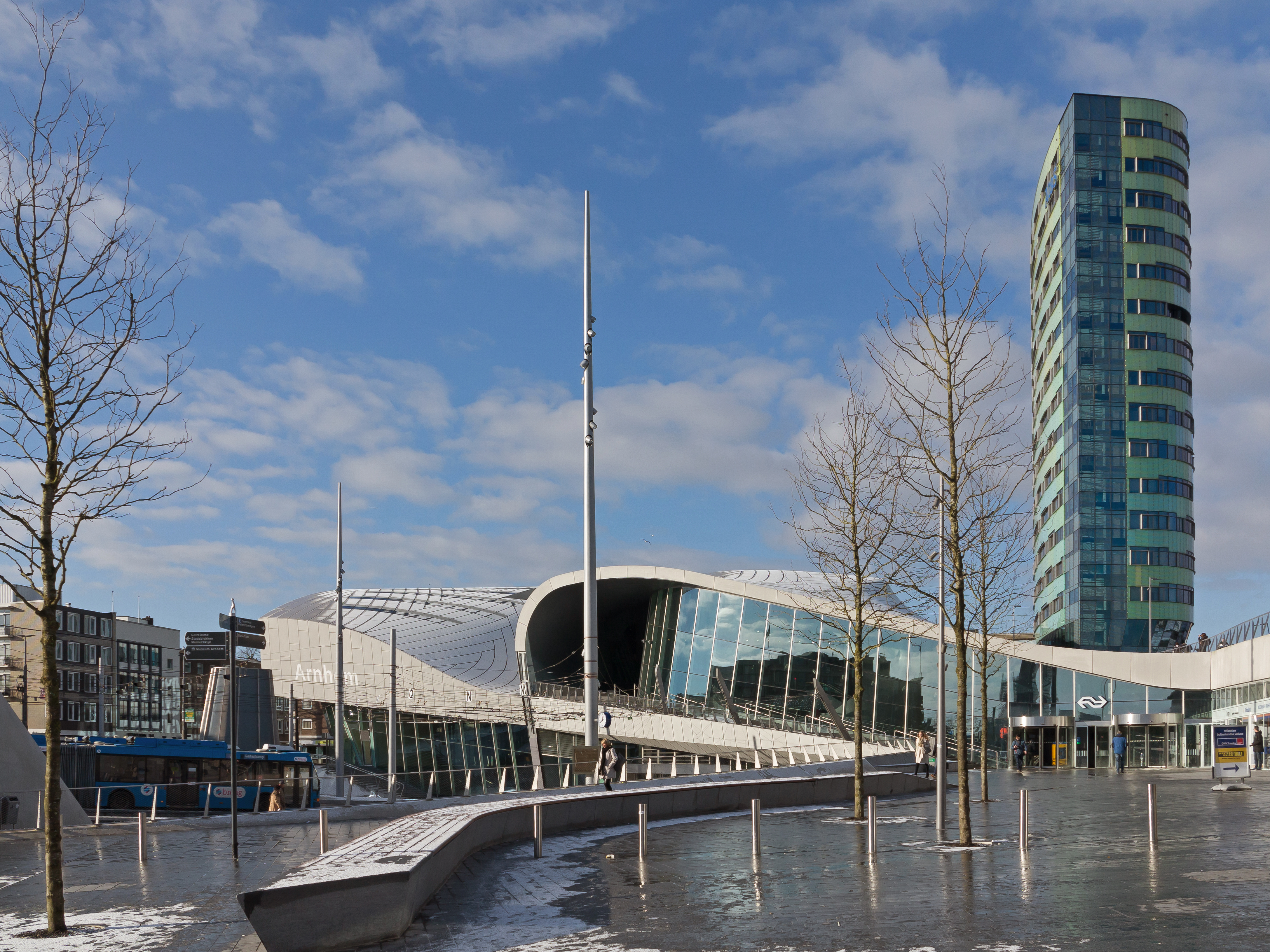
Empfangsgebäude
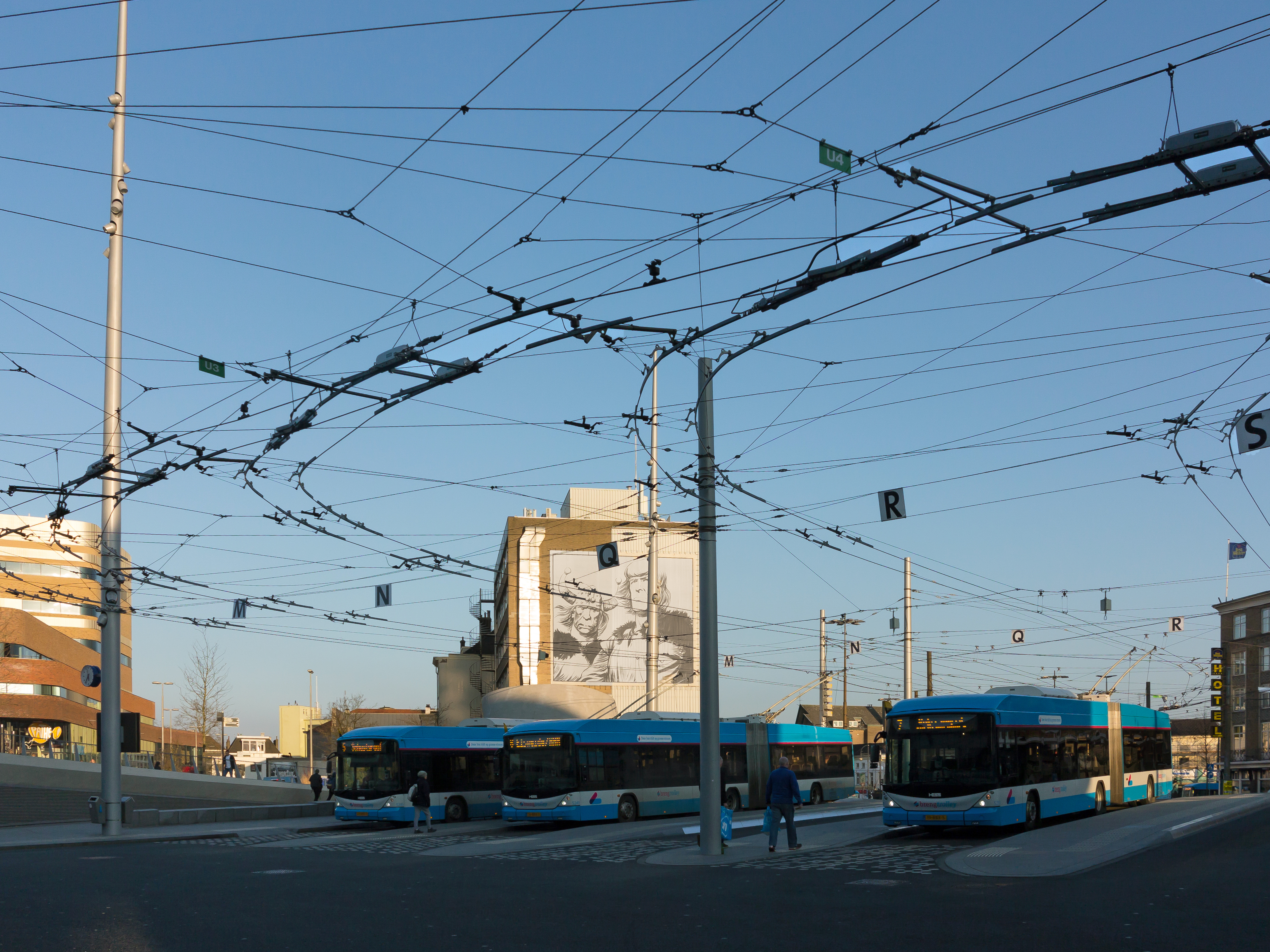
Haltestelle der Trolleybusse
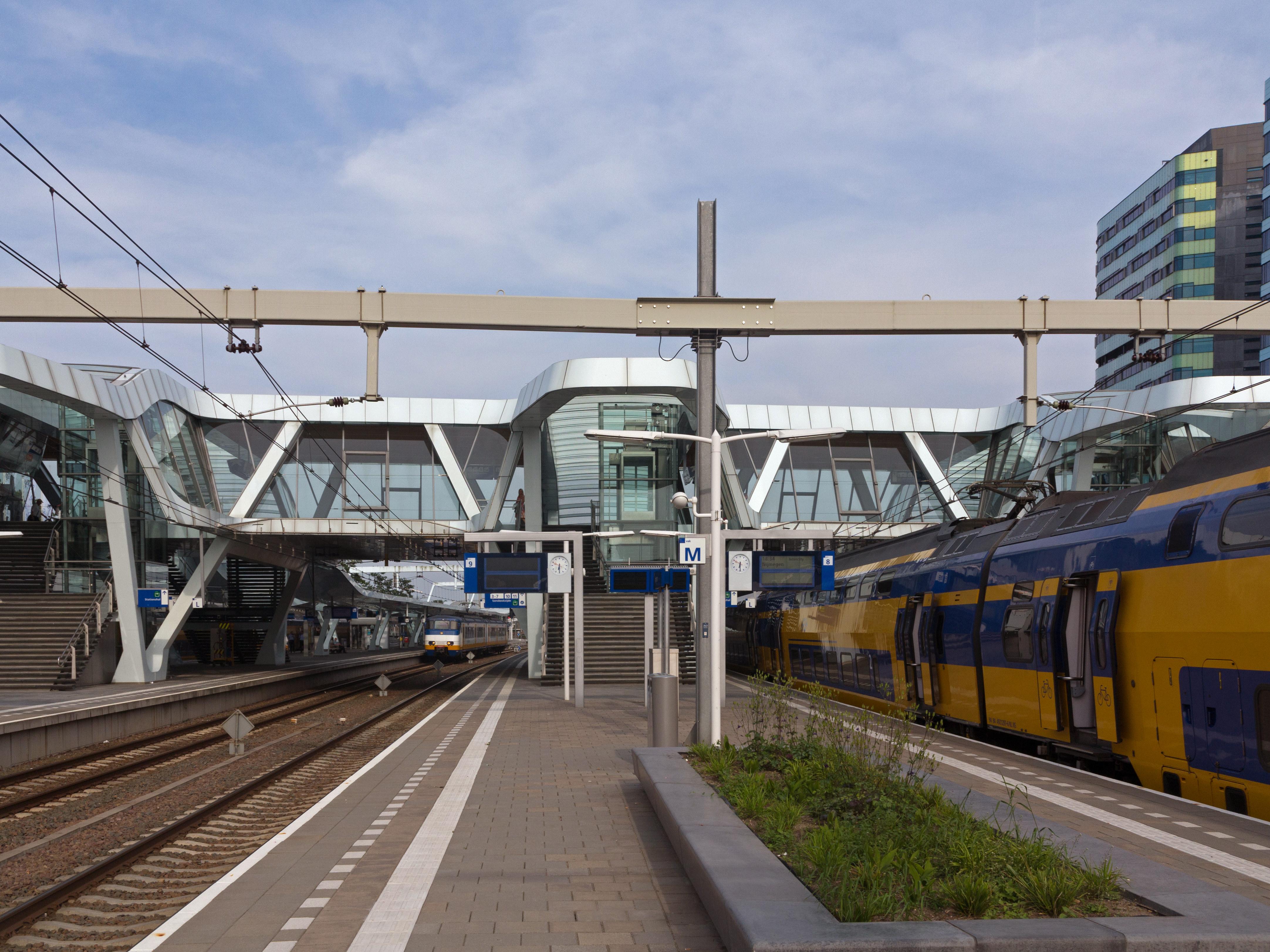
Bahnsteig der Gleise 8/9
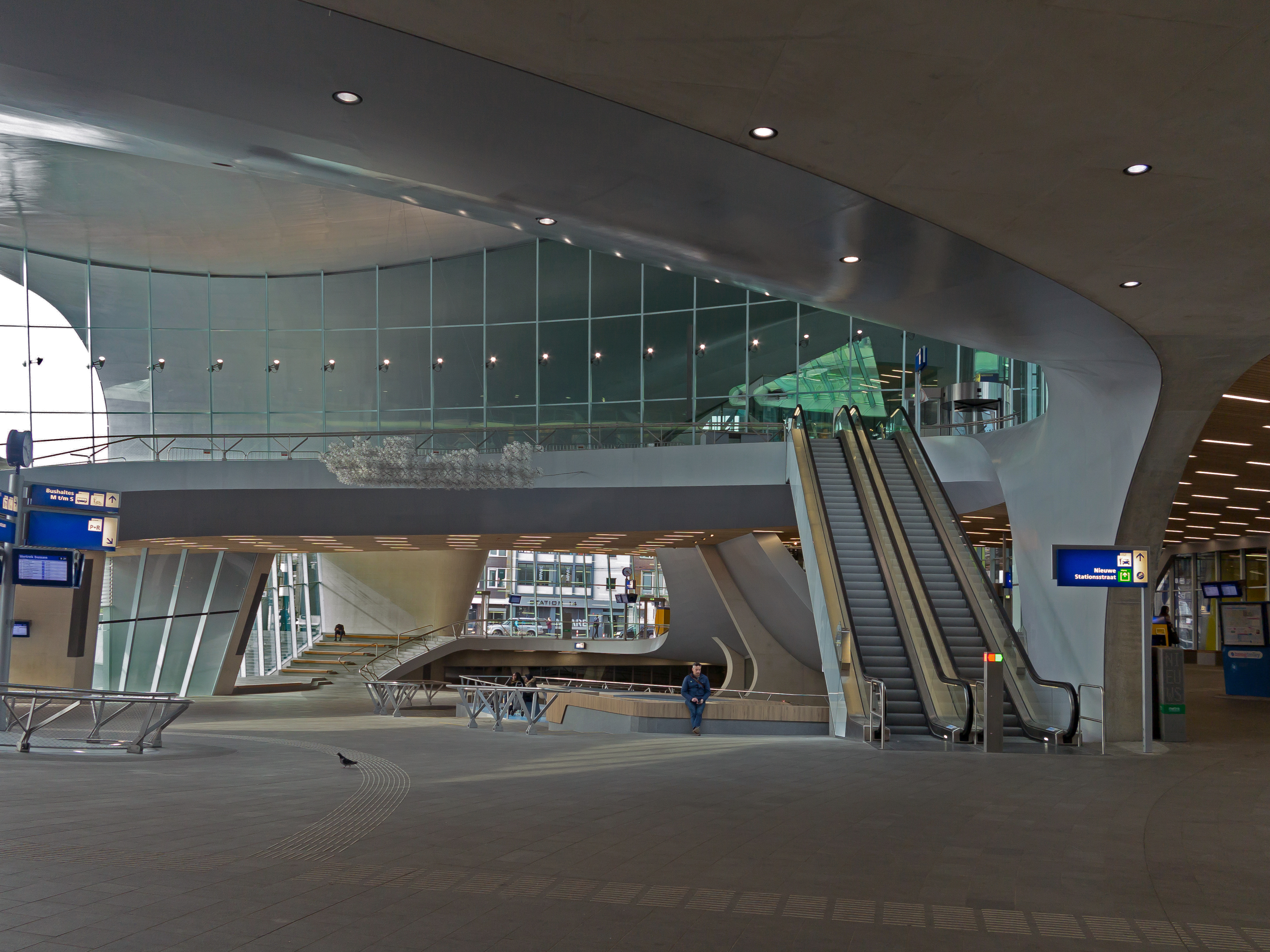
Eingang des Empfangsgebäudes
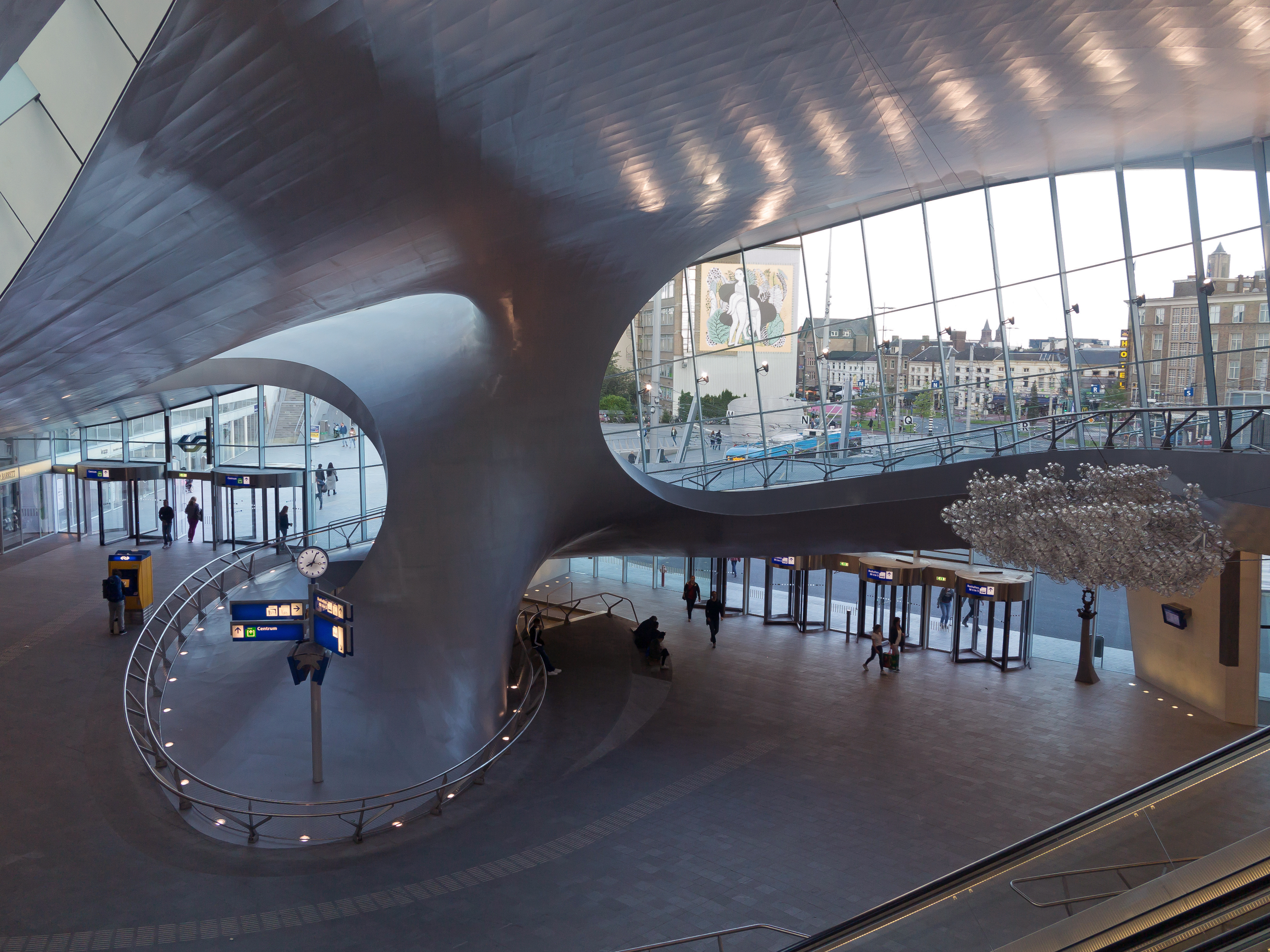
Die „Schiffsschraube“ im Empfangsgebäude
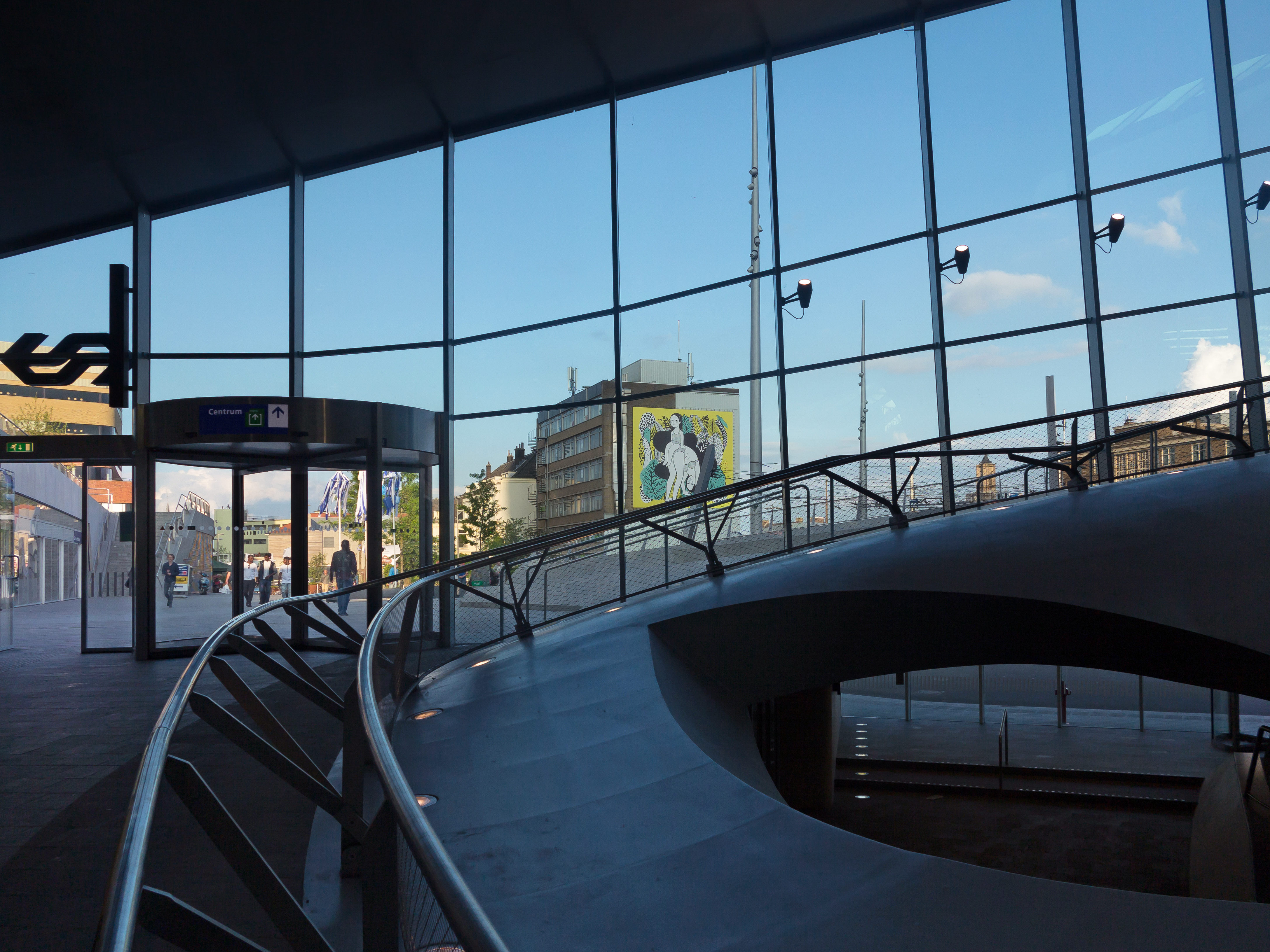
Die „Schiffsschraube“ im Empfangsgebäude